# 7476 Ogilsbie
7476 Ogilsbie eller 1993 GE är en asteroid i huvudbältet som upptäcktes 14 april 1993 av den amerikanske astronomen Timothy B. Spahr vid Catalina Station. Den är uppkallad efter Brian K. Ogilsbie, vän till upptäckaren.
Asteroiden har en diameter på ungefär 18 kilometer.